# Krychnov
Krychnov är en ort i Tjeckien.   Den ligger i regionen Mellersta Böhmen, i den centrala delen av landet, 50 km öster om huvudstaden Prag. Krychnov ligger 270 meter över havet och antalet invånare är 102.
Terrängen runt Krychnov är lite kuperad, och sluttar norrut. Runt Krychnov är det ganska tätbefolkat, med 52 invånare per kvadratkilometer. Närmaste större samhälle är Kolín, 10,5 km öster om Krychnov. Trakten runt Krychnov består till största delen av jordbruksmark.